# Найдёнова, Вера Афанасьевна
Ве́ра Афана́сьевна Найдёнова (укр. Віра Опанасівна Найдьонова; 5 августа 1948 — 30 апреля 2016) — советский и украинский государственный и промышленный деятель, Герой Украины (2009).
Почётный академик Академии аграрных наук Украины (2002). Почётный профессор Херсонского Государственного Университета, входит в наблюдательный совет этого вуза.

## Биография
Родилась 5 августа 1948 года в с. Заозёрное Каховского района Херсонской области.
Окончила факультет планирования сельского хозяйства Киевского института народного хозяйства им. Д. С. Коротченко по специальности экономист.
Была членом КПСС.

### Деятельность
- В 1966−1968 — работала кассиром Тавричанского сельского совета Каховского района Херсонской области.
- В 1968−1969 — начальник отделения связи села Тавричанка.
- В 1969−1981 — секретарь исполкома Тавричанского сельского совета народных депутатов.
- В 1981−1984 — председатель исполкома Тавричанского сельского совета народных депутатов Каховского района.
- В 1984−1985 — секретарь парткома совхоза «Асканийский» Каховского района.
- В 1985 году назначена директором этого хозяйства, которое с 1 октября 1991 года переименовано опытное хозяйство «Асканийское».

## Награды и звания
- Герой Украины (с вручением ордена Державы, 23.11.2009 — за выдающиеся трудовые достижения, внедрение в практику сельскохозяйственного производства новейших технологий, передового опыта, применение эффективных форм управления)[3].
- Награждена орденом Княгини Ольги ІІІ (1999)[4] и ІІ (2001)[5] степеней.
- Награждена орденами святой Великомученицы Варвары, Святого равноапостольного великого князя Владимира III степени и другими наградами Украинской Православной Церкви.
- Заслуженный работник сельского хозяйства Украины (1993)[6].
- Отличник народного образования Украины.